# Robert S. Ledley

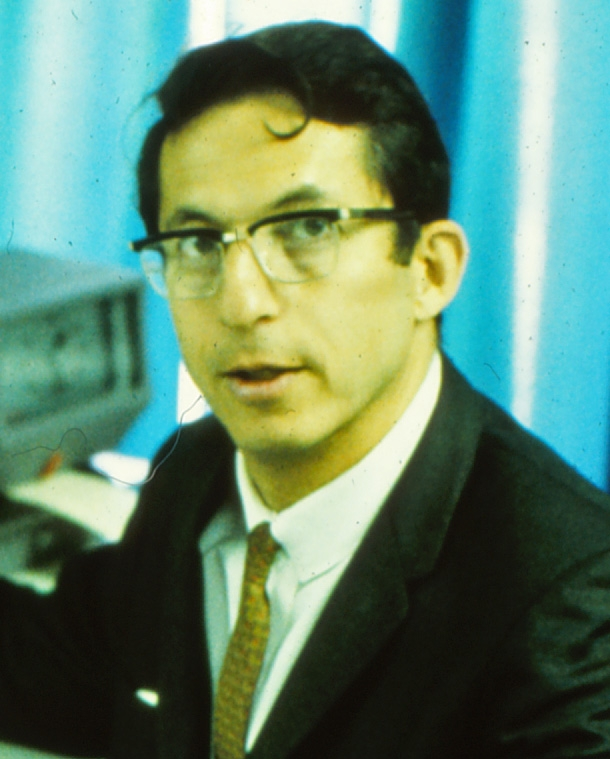
Robert Ledley

Robert Steven Ledley (* 28. Juni 1926 in New York City; † 24. Juli 2012 in Kensington, Maryland) war ein US-amerikanischer Physiologe und Erfinder. Er besaß eine Vorreiterrolle bei der Nutzung der elektronischen digitalen Computer in Biologie und Medizin.

## Leben
Er war Professor für Physiologie und Biophysik und Professor für Radiologie an der Georgetown University im Fachbereich Medizin.  Im Jahr 1959 schrieb er zwei einflussreiche wissenschaftliche Artikel: "Reasoning Foundations of Medical Diagnosis" (mit Lee B. Lusted) und "Digital Electronic Computer in Biomedical Science". Beide Artikel ermunterten biomedizinische Forscher und Ärzte, sich der Computer-Technologie zu bedienen. 1960 gründete er die National Biomedical Research Foundation (NBRF), eine Non-Profit-Forschungs-Organisation zur Förderung der Nutzung von Computern und elektronischen Geräte in der biomedizinischen Forschung.  Ledley war auch der Herausgeber von mehreren großen peer-reviewed biomedizinischen Zeitschriften.

### Entwicklungen
Ledley entwickelte den ersten Ganzkörper-Computertomographen und einen Computer, der die Analyse von Chromosomen automatisierte. 1965 begann er damit, die erste Sequenzdatenbank anzulegen, den Atlas der Proteinsequenz und -struktur. 1984 gründete er die Protein Information Resource.

### Auszeichnungen
- Im Jahr 1990 wurde Ledley in die National Inventors Hall of Fame aufgenommen.
- 1977 wurde ihm die National Medal of Technology verliehen.

## Publikationen (Auswahl)
- Computers in Biology and Medicine/Journal Vol 1, 1992
- Fortran IV programming, 1966
- Use of computers in biology and medicine, 1965
- Cross-sectional anatomy, 1977
- Engineering analysis of dental forces, 1969
- Programming and utilizing digital computers, 1962
- A digitalization, systematization and formulation of the theory and methods of the propositional calculus, 1954